# 長江 (設楽町)
長江（ながえ）は、愛知県北設楽郡設楽町の大字。

## 地理
設楽町の東部に位置し東栄町と接する。
東端に大鈴山が聳え、東栄町振草との境界になっている。
41の小字が設置されているが丁目は設定されていない。

### 山岳
- 大鈴山

### 小字
| - 字天堤（あまづつみ） - 字大平（おおびら） - 字大谷（おおや） - 字勘場本（かんばもと） - 字木屋多久保（きやたくぼ） - 字草木（くさき） - 字小入道（こいりみち） - 字下スタベ（しもすたべ） | - 字スタベ（すたべ） - 字ソンジャ（そんじゃ） - 字尊出平（そんでびら） - 字高柿（たかがき） - 字田平（ただいら） - 字栩洞（とちぼら） - 字中山（なかやま） | - 字日掛（ひかけ） - 字方野沢（ほうのさわ） - 字本江（ほんえ） - 字松ケ根（まつがね） - 字御堂山（みどうやま） - 字峯坂（みねざか） - 字横曽連（よこぞれ） |

## 歴史
北設楽郡長江村を前身とする。
1889年10月1日に田口村、清崎村、八橋村、小松村、長江村、和市村、荒尾村が合併し、田口村となる。同日、長江村廃止。

## 世帯数と人口
2015年（平成27年）10月1日現在の世帯数と人口は以下の通りである。
| 大字 | 世帯数 | 人口 |
| ---- | ------ | ---- |
| 長江 | 17世帯 | 34人 |

### 人口の変遷
国勢調査による人口の推移
| 1995年（平成7年）  | 77人 | [ 5 ] |  |
| 2000年（平成12年） | 67人 | [ 6 ] |  |
| 2005年（平成17年） | 48人 | [ 7 ] |  |
| 2010年（平成22年） | 40人 | [ 8 ] |  |
| 2015年（平成27年） | 34人 | [ 2 ] |  |

## 交通
道路
- 愛知県道427号坂宇場津具設楽線

路線バス
- おでかけ北設
  - 支線バス[9]
    - S1 - 設楽町営バス宇連長江線
      - 中熊（小松） - 長江 - 天堤

## その他

### 日本郵便
- 郵便番号 : 441-2312[3]（集配局：設楽郵便局[10]）。

## 関連事項
- 長江 (曖昧さ回避)

## 参考資料
- 「角川日本地名大辞典」編纂委員会 編『角川日本地名大辞典 23 愛知県』角川書店、1989年3月8日。ISBN 4-04-001230-5。
- 有限会社平凡社地方資料センター 編『日本歴史地名体系第23巻 愛知県の地名』平凡社、1981年。ISBN 4-582-49023-9。